# Cratere Tapio
Tapio è un cratere sulla superficie di Callisto.